# Hymne des chérubins
Pour les articles homonymes, voir Hymne, Chérubin (homonymie) et Tchaïkovski (homonymie).
L'Hymne des Chérubins de Tchaïkovski (Ерувимская песнь, en russe) est un hymne religieux chrétien liturgique russe orthodoxe cherubikon (hymne chérubique), dédié aux anges chérubins de la Bible, 6e mouvement de la Liturgie de Saint Jean Chrysostome opus 41, de 1878, créé en 1879, par le compositeur de musique classique russe Tchaïkovski (1840-1893), un de ses plus célèbres chef-d'œuvre.

## Histoire

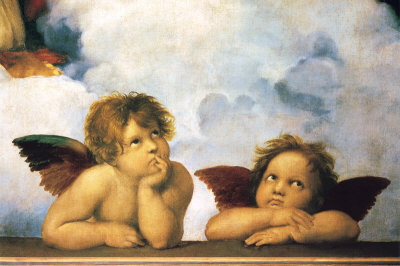
Anges chérubins, détail de La Madone Sixtine de Raphaël (XVe siècle)

Après avoir composé en 1876 (à l'âge de 39 ans) son célèbre ballet Le Lac des cygnes, pour le théâtre Bolchoï de Moscou, Tchaïkovski compose ses œuvres Symphonie nº 4 (1877), Variations sur un thème rococo (1877), Eugène Onéguine (opéra) (1878), ainsi que sa Liturgie de Saint Jean Chrysostome op. 41, en 15 mouvements, achevée en 1878, inspirée de la liturgie de saint Jean Chrysostome de la Divine Liturgie (de Saint Jean Chrysostome, Patriarche de Constantinople et Pères de l'Église du Ve siècle) (ne pas confondre avec la Liturgie de saint Jean Chrysostome de Sergueï Rachmaninov de 1910). 
Cet hymne des chérubins op. 41 (6e mouvement de sa Liturgie de Saint Jean Chrysostome) musique angélique pour chorale polyphonique a cappella, de la dimension entre autres des célèbres chants grégoriens Miserere de la Chapelle Sixtine du Vatican de Gregorio Allegri (1639) ou du Nisi Dominus d'Antonio Vivaldi (1716), est inspiré de ses souvenirs religieux orthodoxes d'enfance, et dédié aux anges chérubins (cherubikon).
Tchaïkovski écrit alors dans une lettre à son amie-mécène Nadejda von Meck « Pour moi l'église possède encore beaucoup de charme poétique. J'assiste très souvent aux services. Je considère la liturgie de saint Jean Chrysostome comme l'une des plus grandes productions artistiques. Si nous suivons le service très attentivement, et entrons dans le sens de chaque cérémonie, il est impossible de ne pas être profondément ému par la liturgie de notre propre Église orthodoxe... d'être surpris de sa transe par un éclatement du chœur; être emporté par la poésie de cette musique; être ravi quand... les mots résonnent « Louez le nom du Seigneur ! » - tout cela m'est infiniment précieux ! Une de mes plus grandes joies !... ».
Le compositeur reprend et s'inspire de cette œuvre pour composer sa série de 9 Sacred Pieces (9 chants sacrés) de musique liturgique russe de 1884-85,, qu'il débute avec une série de trois arrangements Hymne des chérubins I, II, et III.